# Auguste Lameere
Auguste Alfred Lucien Lameere (Elsene, 12 juni 1864 - Brussel, 6 mei 1942) was een Belgisch entomoloog.
Auguste Lameere werd in 1864 geboren, in Elsene (Frans: Ixelles), België. Hij was hoogleraar aan de Faculteit der Wetenschappen van de Université libre de Bruxelles en vervulde daar ook de functie van decaan van 1906 tot 1907. Als entomoloog interesseerde hij zich voornamelijk voor de orde van de Coleoptera (kevers). En dan vooral de Prioninae uit de boktorren familie (Cerambycidae). Hij was actief lid van de Koninklijke Belgische Vereniging voor Entomologie en publiceerde een groot aantal artikelen, voornamelijk over kevers en beschreef vele nieuwe taxa. Zijn belangrijkste werk, het drie delen tellende Manuel de la Faune de Belgique, was van grote invloed op entomologen van zijn tijd. Hij werd door Wytsman gevraagd, het deel over Prioninae te schrijven in zijn Genera Insectorum.
Zijn collectie boktorren wordt bewaard in het Musée Royal d'Histoire naturelle in Brussel en zijn verzameling Cetoniinae (bloemkevers) bevindt zich in het zoölogisch museum van de universiteit van Brussel.
Het Museum voor Dierkunde Auguste Lameere in Elsene is naar hem vernoemd.

## Enkele werken
- 1902. Revision des Prionides (Quatrième mémoire – Sténodontines) in: Annalles de la Société Entomologique de Belgique.
- 1903. Révision des Prionides (Sixième mémoire – Basitoxus). in: Annales de la Société Entomologique de Belgique.
- 1912. Révision des prionides (Vingt-deuxième mémoire – Addenda et Corrigenda) in: Mémoires de la Société Entomologique de Belgique.
- 1913. Coleopterorum Catalogus, deel. 52, Cerambycidae. Prioninae, W. Junk.
- 1919. Genera Insectorum, hoofdst.: Coleoptera, Fam. Cerambycidae, Subfam. Prioninae P. Wytsman.

- Bibsys: 98023965
- Bibliothèque nationale de France: cb125294798 (data)
- Gemeinsame Normdatei: 1055418989
- International Standard Name Identifier: 0000 0000 8130 345X
- Library of Congress Control Number: no2008037078
- Nationale Bibliotheek van Tsjechië: uk20181010809
- Nederlandse Thesaurus van Auteursnamen: 141543027
- Réseau des bibliothèques de Suisse occidentale: 02-A003491716
- Système universitaire de documentation: 034550399
- Virtual International Authority File: 51800004
- WorldCat: E39PBJv4m483rrkqmxQK67dJDq